# Het Geheim van de Keel van de Nachtegaal
Het Geheim van de Keel van de Nachtegaal is een boek geschreven door Peter Verhelst met illustraties van Carll Cneut. Het werd uitgegeven door De Eenhoorn in 2008 en in 8 talen verspreid.
Peter Verhelst bewerkte het bekende sprookje van Hans Christian Andersen tot een muzikale en poëtische tekst voor een muziektheatervoorstelling van vzw Pantalone. 
Leen Depooter (quod. voor de vorm.) verzorgde de grafische vormgeving waarvoor ze in 2009 de Pantin-Moretus publieksprijs won.  

## Inhoud
In sprookjes kunnen de dromen en wensen van keizers met één vingerknip realiteit worden. In Het geheim van de keel van de nachtegaal droomt een Chinese keizer van een nieuwe Keizerlijke Tuin der Tuinen. Een eenvoudige tuinman slaagt erin om die droom werkelijkheid te maken. 
Wanneer de keizer een nachtegaal hoort, weet hij dat die muziek ook deel moet uitmaken van zijn tuin. De nachtegaal is gewillig, maar niet willoos. Zijn muziek is uniek, maar niet te vangen. Kan een almachtige keizer leven met de gedachte dat iets aan zijn wil ontsnapt?

## Bekroningen
- Boekenwelp voor Het Geheim van de Keel van de Nachtegaal, 2009
- Woutertje Pieterse Prijs voor Het Geheim van de Keel van de Nachtegaal, 2009
- De Gouden Uil Jeugdliteratuurprijs voor Het Geheim van de Keel van de Nachtegaal, 2009
- Gouden Griffel voor Het Geheim van de Keel van de Nachtegaal, 2009
- Plantin-Moretus publieksprijs beste cover voor Het Geheim van de Keel van de Nachtegaal, 2009